# Gymnosoma majae
Gymnosoma majae är en tvåvingeart som först beskrevs av Zimin 1966.  Gymnosoma majae ingår i släktet Gymnosoma och familjen parasitflugor.
Artens utbredningsområde är Kazakstan. Inga underarter finns listade i Catalogue of Life.